# マンソリー・サイラス
マンソリー・サイラス (Mansory Cyrus) は、ドイツの自動車チューニングメーカーであるマンソリー社が、アストンマーティン・DB9及びアストンマーティン・DBSをベースに開発した自動車である。
コイルオーバー・サスペンションの装備により、XXLサイズの大きなホイールでも安定した走行性を生み出している。また、ベース車種が積んでいる12気筒のエンジンへの換気性能を向上する為、アストンマーティンのアイデンティティの1つである大きなフロント・ラジエータ・フリルは、更に巨大化されている。他には、ボンネット上に開けられた通気口・カーボンで構成されたボディなどが特徴となっている。